# Isetnofret I
Isetnofret också kallad Isetnofret I, var en egyptisk drottning (stor kunglig hustru).   Hon var gift med farao Ramses II och mor till farao Merneptah. 
Hennes bakgrund är okänd. Hon var Ramses maka sedan länge då han besteg tronen. Hon var faraos näst viktigaste hustru fram till drottning Nefertaris död, då hon själv övertog ställningen som drottning. 